# Charles Wirgman
Charles Wirgman (Londra, 31 agosto 1832 – Yokohama, 8 febbraio 1891) è stato un illustratore britannico.

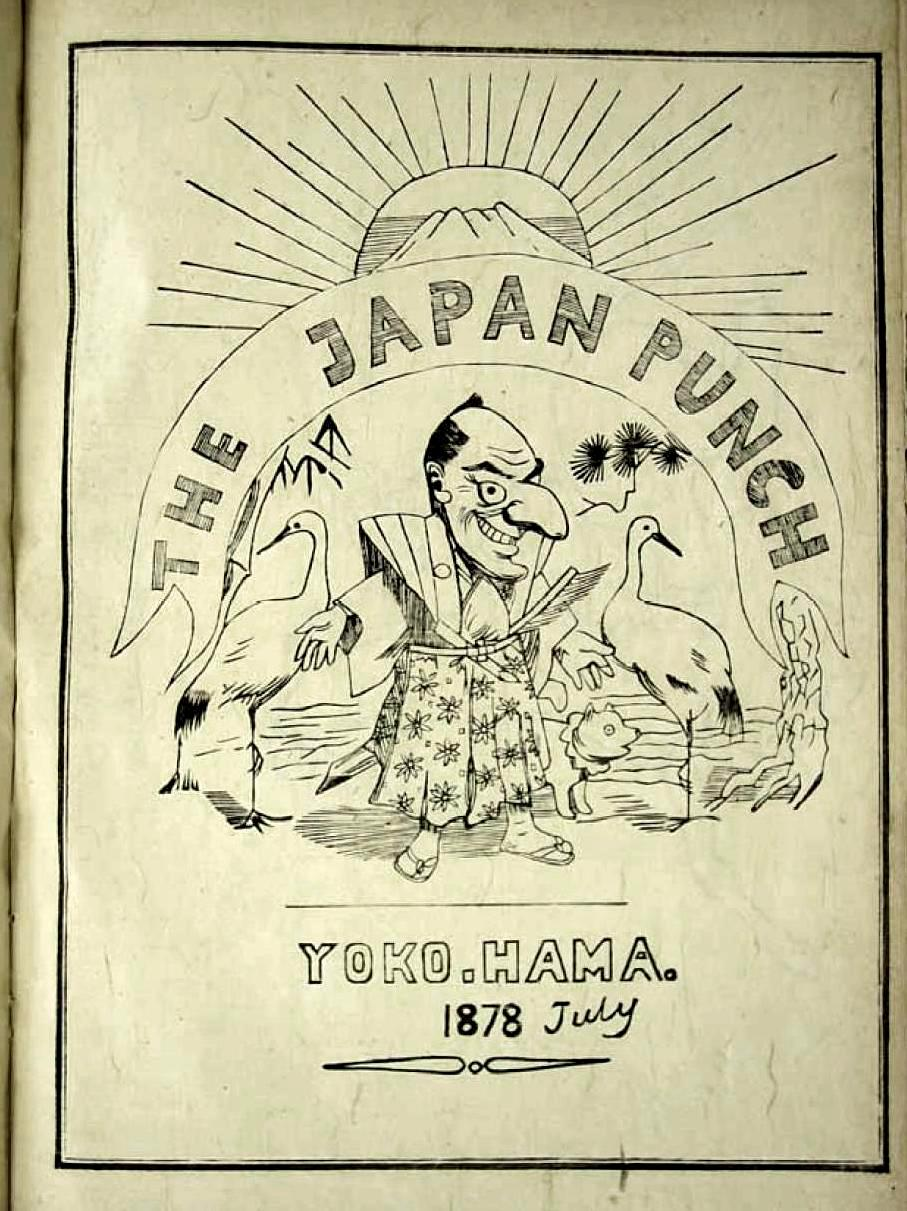
Copertina del The Japan Punch

Corrispondente del The Illustrated London News, si trasferì in Giappone nel 1861. A Yokohama fondò il The Japan Punch, il cui nome è ispirato alla rivista satirica Punch.